# Otostigmus foveolatus
Otostigmus foveolatus är en mångfotingart som beskrevs av Karl Wilhelm Verhoeff 1937. Otostigmus foveolatus ingår i släktet Otostigmus och familjen Scolopendridae. Inga underarter finns listade i Catalogue of Life.